# Big Time Rush (groupe)
Big Time Rush (également connu sous le nom de BTR) est un boys band américain formé en 2009 à Los Angeles, en Californie, et composé de Kendall Schmidt, James Maslow, Carlos Pena, Jr. et de Logan Henderson. Le groupe s'est notamment fait connaître grâce à la série Big Time Rush diffusée sur Nickelodeon.
Le groupe a sorti son premier album, BTR, en octobre 2010. Ce dernier a atteint la 3e place dans le Billboard 200 et a été certifié disque d'or par la Recording Industry Association of America, après s'être vendu à plus de 500 000 exemplaires. Un deuxième album studio, Elevate, est sorti le 21 novembre 2011. Puis un troisième album studio, 24/seven, est sorti le 11 juin 2013.
Après une pause de 7 ans, le groupe sort un nouveau single, Call It Like I See It, en décembre 2021, puis Not Giving You Up en février 2022, marquant ainsi son retour. En juin 2023, un quatrième album studio est diffusé, Another Life. Il s'agit alors de leur premier album édité via leur propre label indépendant.
Big Time Rush a remporté le prix du meilleur groupe aux Kids' Choice Awards en 2012, puis le prix de la meilleure performance live aux World Music Awards 2014. Depuis 2014, le groupe a vendu plus de 21 millions de disques dans le monde.

## Histoire

### 2009-2010:BTR
En 2009, Big Time Rush signe avec Nickelodeon à la fois un contrat d'enregistrement, ainsi qu'un contrat concernant la série télévisée Big Time Rush. Leur premier single, Big Time Rush, sort le 29 novembre 2009. Le titre est révélé au public lors d'une émission spéciale présentant la série, dont il est le générique. La série permet par la suite la sortie de nombreux autres singles, tels que City is Ours et Any Kind of Guy. Big Time Rush effectue également une reprise de la chanson du groupe Play, Famous, sortie sur iTunes le 29 juin 2010. Une autre chanson, Halfway there, sort sur iTunes le 27 avril 2010, après avoir été jouée dans la série. C'est leur premier titre à entrer dans le Billboard Hot 100, atteignant la 93e place grâce à de fortes ventes sur internet.
Le 10 Juin 2010, pour les besoins de l'épisode final de la première saison où les membres de Big Time Rush rêvent de se produire à Time Square, le groupe y fait une représentation en jouant les titres Famous, City is Ours et Big Time Rush.
Le 21 septembre 2010, Big Time Rush sort un single promotionnel, Till I Forget About You, pour promouvoir la sortie de leur premier album. Ce dernier, intitulé BTR, sort le 11 octobre 2010. Il entre directement à la 3e place du Billboard 200, se vendant à 66 000 exemplaires dès la première semaine[source secondaire souhaitée]. L'album atteint également la 4e place sur l'« Internet Albums chart » ainsi que la première place sur le « Soundtracks chart » du magazine Billboard. Le morceau Big Night entre sur le Billboard Hot 100 à la 79e place. L'album est certifié disque d'or, s'étant vendu à plus de 500 000 copies aux États-Unis, ainsi qu'à plus de 9 000 000 exemplaires dans le monde. En novembre 2010, un épisode « spécial Noël » de la série Big Time Rush est annoncé, ainsi qu'un EP de Noël en lien avec l'épisode. Ce dernier, intitulé Holiday Bundle, sort le 30 novembre 2010. Le groupe, accompagné de Miranda Cosgrove, y fait une reprise de All I Want for Christmas Is You de Mariah Carey.
Le 15 février 2011, le titre Boyfriend sort comme premier single officiel destiné aux radios mainstream américaines. Le morceau atteint la 72e place au Billboard Hot 100, devenant ainsi le plus grand succès du groupe. Il atteint par la suite la 30e place dans le « Pop Songs chart » du Billboard en mars 2011. Un remix de Boyfriend, mettant en scène les New Boyz, est publié sur internet.
En 2011, le groupe est nommé pour le « Breakthrough Band award » de MTV, mais la récompense est finalement remise à A Day to Remember.

### 2011-2012:Elevate, « Better With U Tour » et « Big Time Summer Tour »
Le 22 juillet 2011, le groupe sort un single promotionnel, If I Ruled The World, en collaboration avec le chanteur de R'n'B Iyaz, afin d'anticiper la sortie de leur deuxième album. Ce dernier, intitulé Elevate, sort le 21 novembre 2011 et se place en 12e position dans le Billboard 200, ayant atteint les 700 000 ventes dès la première semaine. Le premier single extrait de l'album, Music Sounds Better With U, écrit par le groupe ainsi que par Ryan Tedder (de OneRepublic), sort le 1er novembre 2011.
Pour promouvoir la sortie de leur second album, le groupe organise une première tournée, le « Better With U Tour », se déroulant sur 16 dates en février et mars 2012. La chanteuse JoJo assure la première partie du concert durant les 6 premières dates, tandis que le groupe One Direction s'occupe de celle des 10 derniers concerts.
Fin février 2012, Big Time Rush annonce une grande tournée durant l'été, le « Big Time Summer Tour (en) », qui débute le 5 juillet à la Nationwide Arena de Columbus, dans l'Ohio. Cody Simpson et Rachel Crow (en) assurent la première partie des concerts se déroulant aux États-Unis, tandis que Victoria Duffield (en) et Tyler Medeiros (en) assurent celle des dates canadiennes.
Le groupe est actuellement en train d'écrire et d'enregistrer de nouvelles chansons pour leur troisième album. Le single Windows Down est sorti le 25 juin 2012. Le titre s'inspire fortement de Song 2 du groupe de rock anglais Blur, et est entré à la 97e place du Billboard Hot 100 le 7 juillet 2012. La chanson est également incluse dans une ré-édition du second album du groupe, Elevate.

### 2013 - 2014:24/sevenet séparation
Le 15 avril, lors d'une interview sur Cambio, Big Time Rush annonce que 24/Seven sera publié dans le courant de début de juin 2013 et que la quatrième saison de Big Time Rush sera diffusé le 2 mai 2013 aux États-Unis. Le 20 avril, neuf titres de l'album (Song for You sans la voix Karmin) ont été divulgués. 
Le 3e album de Big Time Rush 24/Seven sortira le 7 juin 2013 en Europe et le 11 juin dans le reste du monde.
Dès le 1er jour, 24/seven s'écoule a plus de 40 000 copies.
Et dès la 1re semaine avec plus de 800 000.
Le 16 juin, 24/Seven se place directement en 4e place du Billboard 200 avec 35 000 copies vendues.
Durant l’été 2013, il y a eu le Summer Break Tour (en) avec les chansons du troisième album. 
Le groupe se sépare en 2014, juste après la fin de leur dernière tournée, afin que chaque membre puisse se concentrer sur ses projets solos[réf. souhaitée].

### Depuis 2020: le retour
Dans le contexte de la pandémie de Covid-19, les membres de Big Time Rush se réunissent virtuellement le 20 avril 2020 dans une vidéo publiée sur leurs réseaux sociaux, où ils adressent un message à leurs fans. Le 16 juin, le groupe publie une nouvelle version acoustique de son titre Worldwide. En décembre, James Maslow publie sur YouTube une vidéo du groupe en train de jouer son titre Beautiful Christmas.
Le 19 juillet 2021, les membres annoncent dans une vidéo qu'ils ont décidé d'organiser de nouveaux concerts en décembre 2021,,.  
Le 21 février 2022, le groupe annonce dans l'émission Good Morning America qu'ils effectueront une nouvelle tournée au cours de l'année 2022. Le 25 février, ils publient un nouveau single, intitulé Not Giving You Up.

## Discographie

### Singles
- Any Kind Of Guy (2 Février 2010)
- Big Time Rush (9 Avril 2010)
- Halfway There (27 Avril 2010)
- Famous (29 Juin 2010)
- City Is Ours (3 Août 2010)
- Til I Forget About You (21 Septembre 2010)
- Boyfriend (Avec Snoop Dogg ou New Boyz) (8 Février 2011)
- If I Ruled The World (Avec Iyaz) (22 Juillet 2011)
- Worldwide (23 Juillet 2011)
- Music Sounds Better With U (Avec Mann) (1 Novembre 2011)
- Elevate (1 Juin 2012)
- Windows Down (25 Juin 2012)
- Like Nobody's Around (23 Mars 2013)
- Call It Like I See It (13 Décembre 2021)
- Not Giving You Up (25 Février 2022)
- Fall (10 Juin 2022)
- Honey (30 Juin 2022)
- Dale Pa'Ya (Solo Ou Avec Maffio ou Gente De Zona) (19 Août 2022)
- Paralyzed (25 Novembre 2022)
- Can't Get Enough (6 Février 2023)
- Waves (3 Mai 2023)
- Suave (16 Août 2023)
- Weekends (24 Octobre 2023)
- Only One (6 Juin 2024)
- I Want You Here All The Time (19 Juin 2025)